# C. A. Rosetti
C. A. Rosetti is een Roemeense gemeente in het district Buzău.
C. A. Rosetti telt 3962 inwoners.